# (445) Edna
(445) Edna – planetoida z grupy pasa głównego asteroid okrążająca Słońce w ciągu 5 lat i 266 dni w średniej odległości 3,2 j.a. Została odkryta 2 października 1899 w Obserwatorium Licka na Górze Hamilton przez Edwina Coddingtona. Nazwa planetoidy pochodzi od Edny, żony Juliusa F. Stone’a, dobroczyńcy. Przed nadaniem nazwy planetoida nosiła oznaczenie tymczasowe (445) 1899 EX.